# مارچیانا
مارچیانا (به ایتالیایی: Marciana) یک کومونه در ایتالیا است که در استان لیورنو واقع شده‌است.

## خصوصیات
مارچیانا ۴۵ کیلومترمربع مساحت و ۲٬۲۰۶ نفر جمعیت دارد و ۳۷۵ متر بالاتر از سطح دریا واقع شده‌است.